# Polokeř

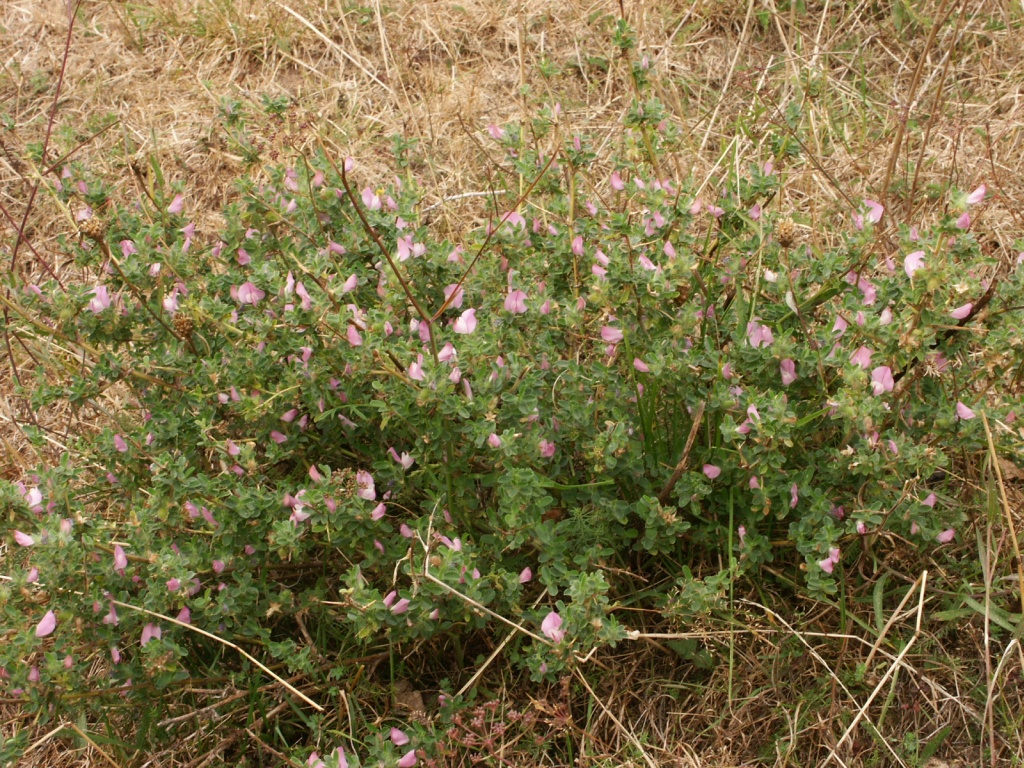
Příklad polokeře, jehlice trnitá (Ononis spinosa)

Polokeř (suffrutex, hemixylum) je cévnatá rostlina, která se od keře liší tím, že nepříznivé období (zimu) přečkává jen přibližně 10–20centimetrový zdřevnatělý stonek. Zbylé části stonku jsou bylinné a na zimu odumírají. Také mívají menší výšku než keře.
Příkladem je třeba levandule lékařská (Lavandula angustifolia), brčál menší neboli barvínek (Vinca minor), jehlice trnitá (Ononis spinosa), mnohé druhy z rodu mateřídouška (Thymus), čilimník (Chamaecytisus) a další.
Podobného vzrůstu dosahuje tzv. keřík (fruticulus). Od polokeře se liší tím, že je celý dřevnatý, od keře pouze nápadně menším vzrůstem. Příkladem keříku je třeba brusnice borůvka (Vaccinium myrtillus) nebo vřes obecný (Calluna vulgaris).